# 中園直樹
中園 直樹（なかぞの なおき、1974年2月19日 -）は、日本の小説家、詩人。筆名は、小学生6年生の時の担任中園先生の名字を使用し、中園が「公園の中」と読めることから、「公園の中に真っ直ぐな樹が一本立っている」という情景が美しいだろうと、「中園直樹」とする。自身が小学校3年から大学2年までいじめられ続け、何度も自殺を考えたことから、いじめや自殺、その周辺をテーマとしている。

## 経歴
大阪府に生まれ、宮崎県に育つ。大人しく本好きな本の虫のような子供だった。小学校3年から大学2年までいじめられ続ける。日南市立細田小学校6年で担任になった中園先生のおかげで、一旦いじめがなくなるも、日南市立細田中学校進学後再発。宮崎日本大学学園高等学校2年でいじめが深刻化、それまでも助けを求めて読み続けていた多数の本に救いも支えも見つからなかったことから、「自分で書こう」と作家を志す。出身大学は日本大学文理学部国文学科、在学中には同学部の小説サークル小説研究会に所属。1994年6月、同サークルの同人誌『上水文学 No.17』に、処女作『オルゴール』の原案となる『オルゴールの習作』を発表。その後、教育実習で受け持ったクラスの生徒のほとんどが『オルゴール』に感動したことから、作家への道を本格的に決意する。大学卒業と共に、作家になることを反対する厳しい父親から逃れ、家族の知らない友人名義で借りたアパートで生活、偽名で肉体労働を続けながら『オルゴール』の推敲を繰り返しつつ作家を目指す。2000年9月に公式HP、「詩と小説の小箱」開設、失踪中であったため家族に発見されないよう『オルゴール』を『カツミ』と改題して発表、毎週末詩を発表、若者の支持を得る。
平成14年（2002年）2月、文芸社より『オルゴール』を自費出版。父親と和解。中高生などの若者の口コミによって、同社初のヒット小説の1冊となる。2作目以降は企画出版。処女作は『オルゴール』だが、プロ作家としての1作目は2003年出版の2作目『星空マウス』となる。
電子書籍元年と言われる平成22年（2010年）が、公式HP「詩と小説の小箱」開設10周年と重なったことや、処女作『オルゴール』が文芸社初のインターネットで反響のあった小説の書籍化の成功例であったことなどもあり、同年10月12日より平成23年（2011年）2月まで、文芸社広報ブログ「ふみくら」（文芸社公式HP内）にて、小説『淋しさの結晶』が連載される。また、約10年継続した詩作の成果として、日本現代詩人会理事長などをつとめた詩人葵生川玲氏に声をかけられ、同年同月に氏が編集をつとめる詩の出版社視点社より第一詩集『しんかい動物園』が出版される。
平成23年（2011年）2月26日から、2007年にカナダの学生2人から始まり、2010年時点で75ヶ国が参加している、世界的いじめ反対運動「ピンクシャツデー（毎年2月最終水曜）」を、作家窪依凛、詩人葛原りょう、漫画家武富健治、津軽三味線山本竹勇などの表現者仲間や大学教授などを巻き込み、公式HP「詩と小説の小箱」やAmazon.co.jpの著者ページ、Twitterやアメーバブログ、mixiや@gamesなど、主にインターネットを使い日本に広め始めている。印刷物としては、2011年5月30日に15刷が発行された自らの代表作『オルゴール』（文芸社）の奥付に記載、『詩人会議』2011年7月号にピンクシャツデーの詩と運動の概要を掲載、2011年8月発行のアンソロジー詩集『命が危ない　311人詩集』（コールサック社）にもピンクシャツデーの詩を掲載、解説でも触れられている。ほか、2011年11月1日に2刷が発行された自らの第一詩集『しんかい動物園』（視点社）のあとがきにも9行に渡りピンクシャツデーの紹介文を追記するなど、広め始めて1年の間に新聞雑誌を含めて10以上の活字でピンクシャツデーを日本に紹介している。また、翌平成24年（2012年）には、ピンクシャツデーに賛同する音楽家でありラジオプロデューサーであるnaosが主宰するポッドキャストポータル「TGAStudio」で、「ピンクシャツデー」特番が3回にわたって組まれる。ちなみに最終回は同年のピンクシャツデーである2/29（水）の前日に配信された。（出演番組情報）以降も、インターネットと活字の両輪でピンクシャツデーの日本への普及活動を続けている。

## 人物
著書のあとがきにも、作家、詩人ではなく元自殺未遂者の1人とある通り、1人でもいじめによって自殺する子供達を減らすためにと、自身の受けたいじめを題材に描いた代表作『オルゴール』、脱出マニュアル小説『星空マウス』、リハビリ小説『チョコレイトの夜』などのパイロット版を、現在でも自身の公式HP内で無料公開し続けている。また、自身が長年いじめられていた経験から、現場の人間がいじめの文字が表題に付いている作品は手に取り辛いという理由で、いじめと自殺、その周辺がテーマの作品しか出版していないにも関わらず、著書の題名、帯、あとがきなど目立つところにいじめと自殺の文字を使うことを避けている。ただし、メッセージ本のみ副題にいじめの文字を使っている。また、絵も描けるため1作目の表紙は本人のイラストを使っているが、2作目3作目のカバーイラストには、いじめで不登校となった中学生のイラストを採用している。
詩団体、詩人会議会員。詩人として詩集も出版している。また、同団体でいじめと不登校に苦しんだ詩人葛原りょう（歌人高坂明良）と知り合う。いじめが原因の不登校と心の病を描いた小説『チョコレイトの夜』の題名は、葛原りょうの第一詩集『朝のワーク』に掲載されている詩『チョコレイトの夜』から取っており、作中に詩『チョコレイトの夜』を全文引用、登場人物としても登場させている。また、2作目3作目で表紙イラストを採用した中学生も登場人物として登場させている。
国籍は日本だが、血筋は朝鮮半島から来ており、日本の血は入っていない。ただし、血筋はいじめや差別の原因とならなかったため、いじめを人類、群れる動物まで遡って考えて描いている『チョコレイトの夜』まではそれを描いていない。個人としての痛みの共有の問題からか、血筋に対する仲間意識よりも、いじめ被害者やドメスティックバイオレンス、強姦などの犯罪被害者に対する仲間意識の方が圧倒的に勝っている。

## 親交のある人々
- 作家：上野歩
- 作家：窪依凛
- 詩人：武力也
- 詩人：葵生川玲
- 詩人：葛原りょう
- 漫画家：武富健治
- 漫画家：山本航暉
- 俳優・声優：喜多川拓郎
- 津軽三味線： 山本竹勇

## 作品リスト

### 小説
- 『オルゴール』（2002年、文芸社 2004年、幻冬舎文庫化）
- 『星空マウス』（2003年、文芸社）
- 『ピエロで行こう』（2004年、文芸社）
- 『チョコレイトの夜』（2007年、文芸社）
- 『淋しさの結晶』（2010年10月-2011年2月、文芸社広報ブログ『ふみくら』に連載）

### 詩集
- 『しんかい動物園』（2011年、視点社）

### メッセージ本
- 『たった一人でがんばっている君へ』（2007年、大和出版）

## 参加アンソロジー詩集
- 『詩集　時代を拓く　詩人会議の40年』（2002年、詩人会議）
- 『鎮魂詩四〇四人集』（2010年、コールサック社）
- 『命が危ない　311人詩集』（2011年、コールサック社）